# With (かと*ふくのアルバム)
『with』（ウィズ）は、かと*ふくの2枚目のアルバム。2014年1月29日にDIVE II entertainmentから発売された。

## 概要
1枚目のアルバムである『やぁ(^-^)/』から約1年ぶりのリリース。
BSフジで放送されていた『ヴォイス・アカデミア』のオープニングテーマである『人生HappyHappy論』、テレビアニメ『最強銀河 究極ゼロ 〜バトルスピリッツ〜』のエンディングテーマである『ノスタルジア』、ブラウザゲーム『空賊戦記SORA』のテーマソングである『パラボリカ』の他、ソロ曲などを含む全9曲を収録している。
収録曲は楽曲のコンセプトを四季として、かと*ふくの2人が選曲を行っている。
CD+DVD盤とCD盤の2種類でリリースされており、DVDには「かと＊ふく二人旅 in Tokyo」が収録されている。

## アルバム収録内容
| #         | タイトル                 | 作詞             | 作曲      | 編曲               | 歌         | 時間  |
| --------- | ------------------------ | ---------------- | --------- | ------------------ | ---------- | ----- |
| 1.        | 「My Friend」            | 吉田詩織         | 吉田詩織  | 楊慶豪             |            | 4:09  |
| 2.        | 「人生HappyHappy論」     | 畑亜貴           | 加藤裕介  | 加藤裕介           |            | 3:36  |
| 3.        | 「Ready for SUNNY MODE」 | 古屋真           | 川副克弥  | 加藤裕介           |            | 3:52  |
| 4.        | 「パラボリカ」           | 唐沢美帆         | 加藤裕介  | 加藤裕介           |            | 3:41  |
| 5.        | 「瞑想Solitude」         | 有里泉美         | 藤間仁    | 岩橋星実 Evan Call | 福原香織   | 4:25  |
| 6.        | 「ノスタルジア」         | 唐沢美帆         | 加藤裕介  | 加藤裕介           |            | 3:50  |
| 7.        | 「青」                   | 吉田詩織         | 吉田詩織  | 楊慶豪             | 加藤英美里 | 5:03  |
| 8.        | 「ハルジオン」           | 唐沢美帆         | 加藤裕介  | 加藤裕介           |            | 4:43  |
| 9.        | 「Freezin' Rush!」       | ヤスカワショウゴ | 永谷喬夫  | 永谷喬夫           |            | 3:35  |
| 合計時間: | 合計時間:                | 合計時間:        | 合計時間: | 合計時間:          | 合計時間:  | 36:54 |

| #  | タイトル                      | 作詞 | 作曲・編曲 |
| -- | ----------------------------- | ---- | ---------- |
| 1. | 「かと＊ふく二人旅 in Tokyo」 |      |            |